# Мраморье
Мраморье или Багруша (серб. Мраморје или Багруша) — средневековый некрополь, расположенный в Сербии в населённом пункте Перучац. Является одним из наиболее хорошо сохранившихся некрополей региона. Некрополь был устроен в XIV веке и протянулся между рекой Дрина и дорогой, идущей по её долине, на въезде в посёлок. Объект находится под охраной властей Республики Сербия как памятник культуры исключительной важности, но тем не менее ему угрожает река Дрина с одной стороны и постоянное расширение посёлка Перучац с другой. 
Монументальные надгробия стечки в 2016 году были включены в список Всемирного наследия ЮНЕСКО, из них 3 некрополя находятся в Сербии, и Мраморье является одним из них.

## Некрополь
Некрополь, содержащий около 200 надгробий, изготовленных из твёрдого известняка, был устроен в XIV веке. Крупнейшие найденные образцы надгробий в некрополе достигают в длину 2 метра, а ширина и высота составляет около 1 м. Ранее источники фиксируют ряд 122 памятника, хотя по последним данным насчитывается 93. Среди них: 46 панелей, 18 гребней с подставкой, 10 гребней без подставки, 7 саркофагов с подставкой, 10 саркофагов без подставки и 2 аморфных образца. С течением времени некоторые из надгробий были перемещены, другие погрузились в землю. Некоторые объекты были переданы в музеи (два надгробия без декора находятся в коллекции этнографического музея в Белграде и один в Национальном музее в Ужице).
Надгробия в некрополе располагаются правильными рядами, а также, как правило, имеют ориентацию с востока на запад. На надгобиях отсутствуют надписи, которые можно было бы прочесть. Некоторые из них хорошо обработаны. Незначительное число надгробий имеет декор, известны некоторые мотивы оформления: круги, Луна, и мечи и щиты.